# Geschuttoren

Britse geschuttoren van na de Eerste Wereldoorlog. Wanneer u op de afbeelding klikt krijgt u bewegende beelden te zien.

Moderne Amerikaanse geschuttoren

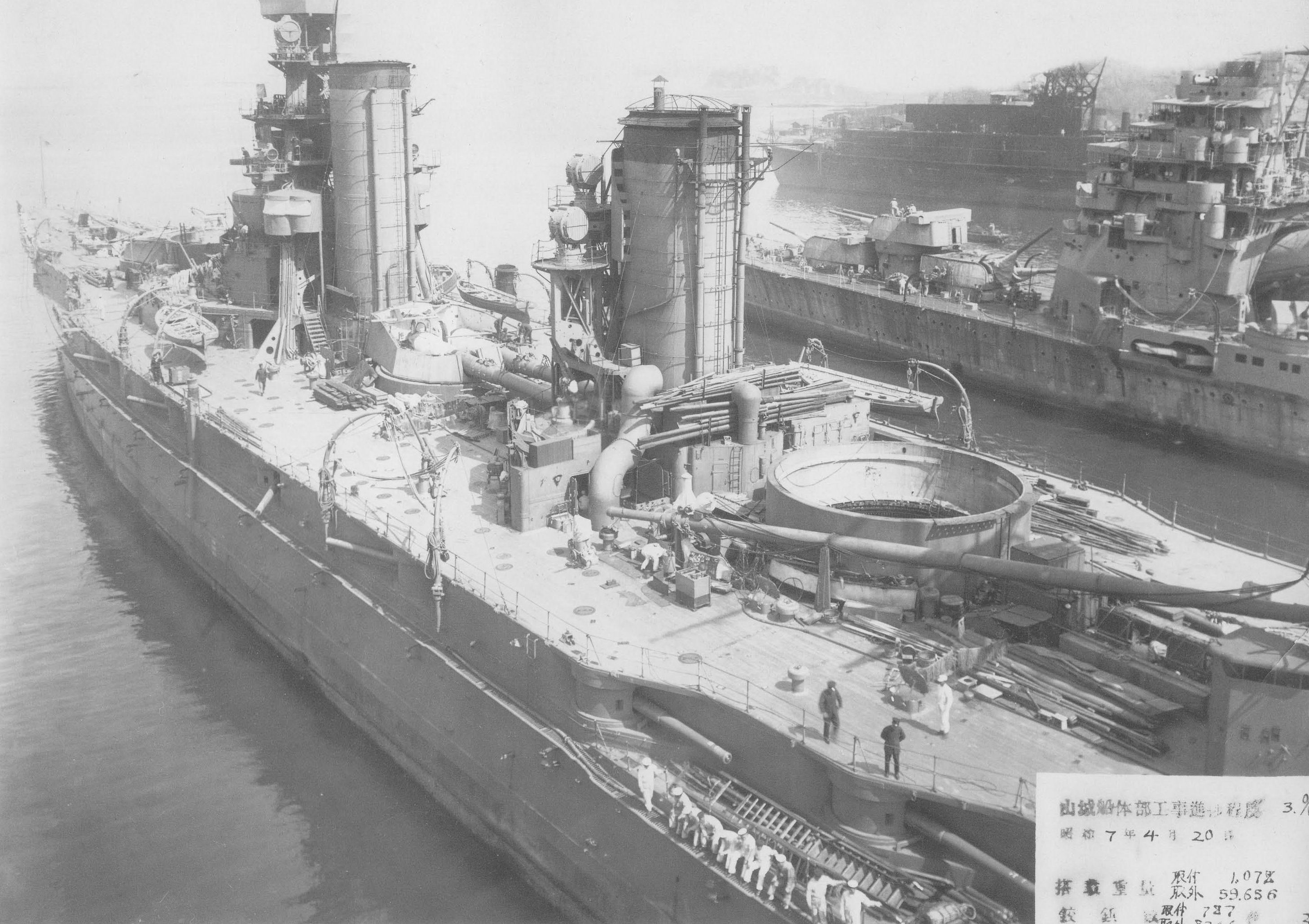
De gepantserde barbette van de Yamashiro zonder de geschuttoren

Een geschuttoren of geschutstoren is het onderdeel van een schip, fort of tank waarin zich het geschut bevindt. De eerste geschuttorens konden niet draaien, later werden zij hydraulisch of met behulp van stoom zo gericht dat de kanonnen de vijand onder vuur konden nemen. Het bovenste deel, waar het geschut gemonteerd is, is de geschutskoepel. De geschutskoepel van een 20e-eeuws fort kon zelfs worden opgetild en weer worden ingetrokken.

## Op schepen
Aan het einde van de 19e eeuw verdwenen de masten met zeilen en werd de voortstuwing overgenomen door stoommachines. Het dek kwam vrij en de zwaarste kanonnen werden midscheeps opgesteld. Ze werden opgesteld in draaibare torens en zo kon naar bak- of stuurboord worden gevuurd. Grote achterlaadkanonnen kwamen omstreeks 1880 in gebruik. De eerste dreadnoughts werden in 1906 uitgerust met geschut met een kaliber van 30,48 cm (12 inch). In de torens kunnen maximaal vier kanonnen worden geplaatst,
De geschutskoepel is door de geschuttoren verbonden met de diep in het schip gelegen magazijnen waarin het kruit (de voortdrijvende lading waarmee de granaat uit de schietbuis wordt gedreven), en de granaten worden bewaard. Deze worden om veiligheidsredenen pas op het laatste ogenblik met een lift naar boven gebracht. De scheiding tussen lift en geschutskoepel is een Duitse uitvinding.
Dat een dergelijk gepantserd luik een schip kon redden bleek in de Zeeslag bij Jutland. Tijdens deze zeeslag gingen de Britse slagkruisers (licht gepantserde snelle slagschepen) HMS Indefatigable, HMS Queen Mary en HMS Invincible onder Duits vuur achter elkaar in reusachtige explosies ten onder.
De Britse slagkruiser Indefatigable werd geraakt door een voltreffer en explodeerde: 1015 officieren en manschappen kwamen om en er waren slechts twee overlevenden. Ook de Britse slagkruiser Queen Mary explodeerde; van de 1275 opvarenden overleefden er slechts negen. Bijna alle kanonnen van de Duitse slagkruiser SMS Von der Tann werden buiten gevecht gesteld. De Seydlitz stond in brand en maakte water, de Derfflinger en de Lützow waren eveneens zwaar beschadigd. Toch overleefden de Duitse slagkruisers de zeeslag. Aan het einde van het gevecht trof een granaat van de Derfflinger de Britse slagkruiser Invincible, waarna "the mother of all battle-cruisers" de lucht in vloog; van de bezetting van 1037 man werden slechts 6 overlevenden opgevist.
De grootste en zwaarste geschuttorens waren die van de Japanse slagschepen Yamato en Musashi met 65 centimeter dikke bepantsering en drie 46 cm (18,1 inch) kanonnen. Dit waren de zwaarste kanonnen die ooit op een schip werden geplaatst. Elk van de kanonnen woog 147 ton en was 21 meter lang. Dit geschut schoot een pantserdoorborend projectiel 42 kilometer ver weg. Het gewicht van een drielingstoren was 2774 ton. Ter vergelijking, een Nederlands fregat zoals de Hr. Ms. Van Speijk (1967), nu de Indonesische Slamet Riyadi, weegt volgeladen 2835 ton. Dergelijke kanonnen konden eenmaal per minuut worden afgevuurd. De moderne Amerikaanse 16"/50 kaliber Mark 7 kanonnen op de USS Iowa konden tweemaal per minuut worden afgevuurd.
De geschuttorens van de gepantserde schepen draaiden binnen een zware stalen barbette. De torens staan los in het schip en wanneer een schip kapseist vallen de geschuttorens uit deze ring. Dat is onder andere bij de Bismarck gebeurd. Een geschuttoren van de Tirpitz werd in 1944 uit het schip gelanceerd door een ontploffing in het daarondergelegen magazijn.
Voor de zware geschuttorens van de kruisers en slagschepen waren honderden matrozen in touw. Na de Tweede Wereldoorlog werden geschutskoepels ontwikkeld die zeer snel en volledig geautomatiseerd vuur gaven. Het watergekoelde 100 millimeter geschut van moderne Franse oorlogsschepen vuurt volledig automatisch en radargestuurd 90 granaten per minuut af. De bepantsering kwam te vervallen.